# Bhawana Somaaya
Bhawana Somaaya est une journaliste, critique  de cinéma, auteure et historienne indienne. Elle est décorée de la Padma Shri, en 2017, par le président de l'Inde Pranab Mukherjee. Elle commence sa carrière comme reporter de cinéma, en 1978, puis elle travaille pour plusieurs magazines de cinéma, dans les années 1980 et 1990. Finalement, elle reste rédactrice en chef de Screen (en), un magazine de cinéma de premier plan, de 2000 à 2007. Elle a écrit plus de 13 livres sur l'histoire du cinéma indien et des biographies de stars de Bollywood, dont Salaam Bollywood (2000), The Story So Far (2003) et sa trilogie, Amitabh Bachchan - The Legend (1999), Bachchanalia - The Films And Memorabilia of Amitabh Bachchan (2009) et Amitabh Lexicon (2011)
,. Elle a également étudié le journalisme au Kishinchand Chellaram College (en), à Mumbai. 

## Jeunesse
Somaaya naît et grandit à Mumbai. Elle est la plus jeune de ses huit frères et sœurs.
Elle fait sa scolarité à l'école secondaire Our Lady of Good Counse (en) à Sion (Mumbai) (en). Elle est également formée à la danse Bharata natyam à Vallabh Sangeetalaya à Andheri.

## Carrière

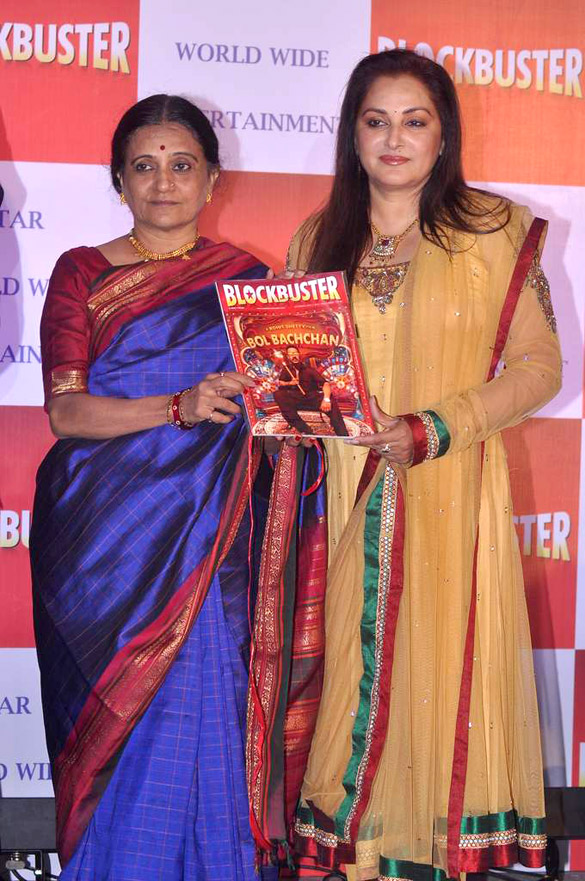
Bhawana Somaaya (à gauche) et l'actrice Jaya Prada lors du lancement du magazine professionnel Blockbuster (2012).

Somaaya commence sa carrière en tant que journaliste et chroniqueuse de cinéma, en 1978, en écrivant la rubrique Casually Speaking  (en français : Parler en toute simplicité) dans l'hebdomadaire de cinéma Cinema Journal. Après avoir travaillé pour le magazine Super (1980-1981), elle rejoint le magazine Movie en tant qu'assistante de rédaction et devient co-rédactrice en 1985, où elle travaille jusqu'en 1988. En 1989, elle devient rédactrice en chef de G, un magazine de cinéma du groupe Chitralekha. Elle a ensuite occupé le poste de rédactrice en chef du célèbre hebdomadaire cinématographique Screen de 2000 à 2007.
Parallèlement, elle travaille également comme costumière pour l'actrice Shabana Azmi dans des films comme Kaamyaab (1984), Bhavna (en) (1984), Aaj Ka M.L.A. Ram Avtar (en) (1984) et Main Azaad Hoon (en) (1989).
Au fil des ans, ses chroniques paraissent dans des publications comme The Observer, The Afternoon Despatch & Courier (en), Janmabhoomi (en), The Hindu, The Hindustan Times et The Indian Express.
En 1999, elle commence sa carrière d'auteur, avec une biographie, Amitabh : The Legend. S'ensuivent des biographies d'autres célébrités du cinéma, comme Lata Mangeshkar et Hema Malini, ainsi que deux autres livres sur Amitabh Bachchan :  Bachchanalia - The Films And Memorabilia of Amitabh Bachchan (2009) et Amitabh Lexicon (2011),.
Bachchanalia a été co-écrit par le Centre d'archivage, de recherche et de développement (CARD) de l'Osians et comprend également du matériel publicitaire des 40 années de sa carrière cinématographique,. Elle a également écrit des livres sur l'histoire du cinéma hindi, tels que Salaam Bollywood (2000) et Take 25 - Star Insights and Attitudes (2002), qui a été publié par l'actrice Rekha lors d'une cérémonie à Mumbai et qui retrace les 25 ans de carrière de Somaaya en tant que journaliste de cinéma, suivi de The Story So Far (2003) publié par Indian Express et Talking Cinema : Conversations with Actors and Film-Makers (2013). 
Elle passe à la télévision, en 2008, lorsqu'elle rejoint Swastik Pictures, une société de production télévisuelle, qui réalise des séries télévisées, comme Amber Dhara (en), en tant que consultante média. En mai 2012, elle commence à apparaître à l'antenne, en tant que critique de films du vendredi, sur 92.7 Big FM (en), la station de radio FM de Reliance Media. 
En 2012, elle rejoint Blockbuster, le magazine professionnel du cinéma nouvellement lancé.

### Note
- (en) Cet article est partiellement ou en totalité issu de l’article de Wikipédia en anglais intitulé « Bhawana Somaaya » (voir la liste des auteurs).

1. ↑  Son nom est souvent mal orthographié comme Bhavana Somaiya ou Bhavana Somaya